# Bahnhof Berlin-Charlottenburg
Berlin-Charlottenburg er en banegård beliggende i området Charlottenburg i bydelen Charlottenburg-Wilmersdorf i det vestlige Berlin, Tyskland. Stationen bruges af S-Bahn-linjerne S5, S7, S75 og S9, ligesom Deutsche Bahns regionaltog standser på stationen.
Berlin-Charlottenburg blev åbnet 7. februar 1882 som den vestlige endestation på Berlins Stadtbahn. Den gamle banegårdsbygning blev ødelagt under 2. verdenskrig og blev genopbygget efter krigen. De den nærliggende Wilmersdorfer Straße blev omdannet til gågade, blev banegårdsbygningen revet ned og genopført. Den nye bygning, der stadig er i brug, åbnede 6. juli 1971.
Under den kolde krig var stationen endestation for det britiske militærtog The Berliner, der transporterede militære og diplomatiske passagerer gennem DDR til Braunschweig i Vesttyskland.
Det første S-Bahn-tog, som BVG satte i drift, startede fra Berlin-Charlottenburg 9. januar 1984.
Berlin-Charlottenburg
| Foregående station   |  | S-Bahn Berlin |  | Efterfølgende station           |
| -------------------- |  | ------------- |  | ------------------------------- |
| Westkreuzmod Spandau |  |               |  | Savignyplatzmod Strausberg Nord |
| Westkreuzmod Potsdam |  |               |  | Savignyplatzmod Ahrensfelde     |
| WestkreuzEndestation |  |               |  | Savignyplatzmod Wartenberg      |

52°30′17″N 13°18′12″Ø / 52.50472°N 13.30333°Ø